# 日本動物記
『日本動物記』（にほんどうぶつき）は、昭和30年より光文社から出版された書籍である。今西錦司が編者となっている。
日本動物記は、第二巻が昭和二十九年十二月に、第一巻が昭和三十年七月に出版されて、以後順次四巻まで出版された。編者は今西錦司で、本人のほかに河合雅雄や伊谷純一郎など当時の新進気鋭の若手動物生態学者が執筆を行っている。内容も当時彼らが進めていた動物社会学的な研究、特に個体識別法を使って社会構造を解明するという、彼らが開発して特に日本のサル学を先進的なものとした研究を一般向けに読み易くしたもので、独自色が強かった。また、研究成果を解説するだけでなく、その進め方をドキュメンタリー的に描いた面もあり、当時の彼らの研究活動を知ることが出来る。
- 第一巻（昭和三十年七月）
  - 都井岬のウマ：今西錦司
  - 飼いウサギ：河合雅雄

- 第二巻（昭和二十九年十二月）
  - 高崎山のサル：伊谷純一郎

- 第三巻（昭和三十三年二月）
  - 幸島のサル：伊谷純一郎

- 第四巻（昭和三十二年一月）
  - 奈良公園のシカ：川村俊蔵
  - 動物園のサル：徳田喜三郎